# Naksa

Een Palestijnse vluchteling in het vluchtelingenkamp Jaramana in Syrië, 1974

De Naksa (Arabisch : النكسة, "de tegenslag") was de verdrijving van ongeveer 280.000 tot 325.000 Palestijnen uit de Westelijke Jordaanoever en de Gazastrook, toen deze gebieden door Israël werden veroverd in de Zesdaagse Oorlog van 1967. Daarbij werden een aantal Palestijnse dorpen verwoest door het Israëlische leger, zoals Imwas, Yalo, Bayt Nuba, Beit Awwa en Al-Jiftlik.

## Achtergrond
Volgens historicus Tom Segev is de hoop om de Arabieren van Palestina naar andere staten te verhuizen een constante factor in de zionistische beweging, en zochten de zionistische leiders tijdens de Britse overheersing naar verschillende manieren om Arabieren tegen betaling naar verre provincies te verhuizen. Tijdens de Palestijnse oorlog van 1948 vonden er grote verdrijvingen van Palestijnen plaats, wat resulteerde in ongeveer 750.000 Palestijnse vluchtelingen. Ongeveer 145.000 van degenen die in 1967 werden verdreven, waren al vluchtelingen ten gevolge van hun ontheemding in 1948. Na de Arabisch-Israëlische Oorlog van 1948 werd de Westelijke Jordaanoever geannexeerd door Jordanië en werd de Gazastrook een niet-erkende satellietstaat van Egypte, bekend als het Al-Palestina Protectoraat, totdat dit in 1959 werd opgeheven.

### Zesdaagse Oorlog
In april 1967 raakten Israël en Syrië verwikkeld in grensschermutselingen die culmineerden in het neerhalen van zes Syrische MiG-jagers nabij de Golanhoogten. Kort daarna, nadat Egypte vanuit de Sovjet-Unie misleidende rapporten had ontvangen over de activiteiten van het Israëlisch defensieleger aan de Israëlisch-Syrische grens, verdreef het UNEF-vredeshandhavers van het Sinaï-schiereiland en blokkeerde het later de Straat van Tiran. Twee weken later reageerde Israël met een verrassingsaanval op de luchtmacht van Egypte, Jordanië en Syrië, waarmee de Zesdaagse Oorlog begon. Na zijn overwinning in deze oorlog bezette Israël verschillende gebieden die voorheen toebehoorden aan zijn buren, en legde hun het nieuw opgerichte Israëlische Militaire Bestuur op.

## Naksa

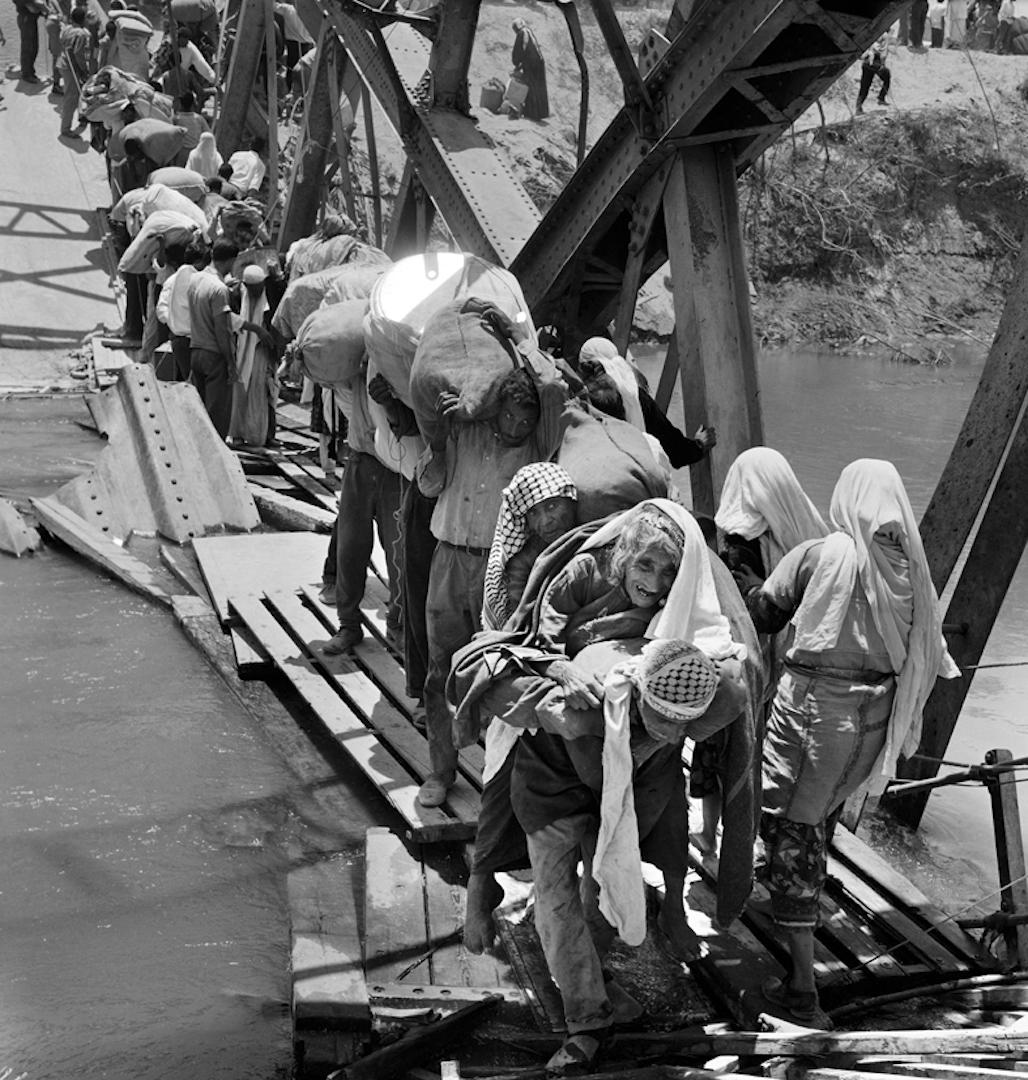
Palestijnse vluchtelingen vluchten naar Jordanië over de verwoeste Allenbybrug, 1967

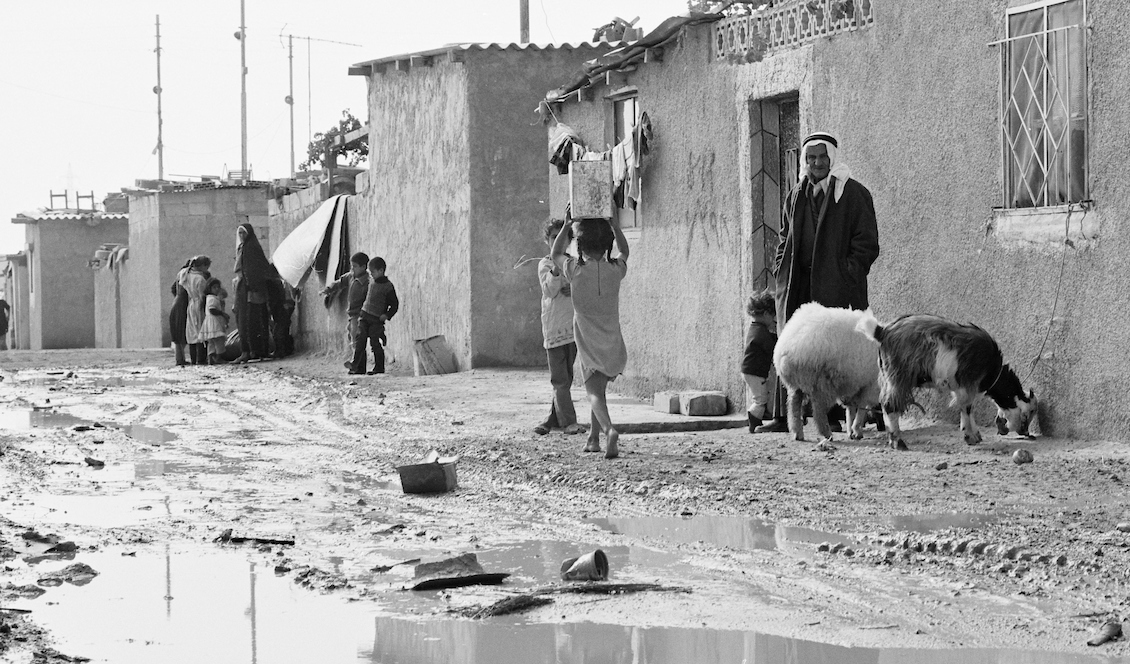
Vluchtelingenkamp Talbieh in Jordanië, 1983

In december 1967 waren 245.000 mensen uit de Westelijke Jordaanoever en de Gazastrook naar Jordanië gevlucht, 11.000 waren uit de Gazastrook naar Egypte gevlucht en 116.000 Palestijnen en Syriërs vluchtten uit de Golanhoogten verder naar Syrië. Tot 1967 leefde ongeveer de helft van alle Palestijnen nog binnen de grenzen van het voormalige Mandaatgebied Palestina, maar na 1967 kwamen de meesten als vluchteling terecht in andere landen.
De vluchtelingenkampen van Aqabat Jaber, ʿEin as-Sultan en Nu'aymah, waarvan de bewoners het slachtoffer waren geweest van de Palestijnse verdrijvingen van 1948, werden nagenoeg helemaal verlaten. Ongeveer 50.000 mensen waren gevlucht of verdreven naar Jordanië.
Een speciale commissie van de Verenigde Naties behandelde de beschuldigingen over de vernietiging van meer dan 400 Arabische dorpen. In 1971 publiceerde deze VN-commissie een rapport waarin werd geconcludeerd dat de Israëlische regering opzettelijk een beleid voerde dat erop gericht is de bevolking van de bezette gebieden te verhinderen naar hun huizen terug te keren en degenen die nog in hun huis wonen, te dwingen dit te verlaten, door rechtstreekse deportatie dan wel indirect door pogingen hun moreel te ondermijnen door middel van speciale aanbiedingen en stimulansen. Het uiteindelijke doel van dit alles zou zijn de bezette gebieden te annexeren en te koloniseren. Volgens de speciale commissie behoorden de handelingen waarmee dit beleid werd bevorderd, tot de ernstigste schendingen van mensenrechten waarover zij zich moest buigen. Uit bewijsmateriaal bleek dat deze situatie verergerd was sinds de laatste missie van de speciale commissie in 1970.
Na het bezoek van de eenheid voor psychologische oorlogsvoering aan Qalqilya en veel inwoners waren gevlucht, constateerde de VN-vertegenwoordiger Nils-Göran Gussing dat 850 van de 2.000 huizen in de stad waren verwoest.

## Herdenking
Jaarlijks, op 5 juni, wordt Naksa-dag gevierd om de gebeurtenissen te herdenken van de ontheemding die in 1967 plaatsvond.

## Historiografie
Volgens wat historicus Nur Masalha in 2003 beweerde, zou in tegenstelling tot het grote aantal boeken dat is geschreven over de Palestijnse vluchtelingenstroom van 1948, er slechts beperkt historisch onderzoek zijn gedaan naar de exodus van 1967.